# Joseph Andrews (film)
Joseph Andrews – brytyjska komedia kostiumowa z 1977 roku w reżyserii Tony’ego Richardsona. Ekranizacja powieści Henry’ego Fieldinga.

## Obsada
- Ann-Margret – Lady Booby
- Peter Firth – Joseph Andrews
- Michael Hordern – Parson Adams
- Beryl Reid – Pani Slipslop
- Natalie Ogle – Fanny Goodwill
- Peter Bull – Sir Thomas Booby
- Karen Dotrice – Pamela
- James Villiers – Pan Booby
- Norman Rossington – Gaffer Andrews
- Patsy Rowlands – Gammer Andrews
- Murray Melvin – Beau Didapper
- Ronald Pickup – Pan Wilson
- Penelope Wilton – Pani Wilson
- Peggy Ashcroft – Lady Tattle
- Pauline Jameson – Lady Tittle
- Timothy West – Pan Tow-Wouse
- Wendy Craig – Pani Tow-Wouse
- Vanessa Millard – Betty

## Nagrody i nominacje
Złote Globy 1977
- Najlepsza aktorka drugoplanowa – Ann-Margret (nominacja)

Nagroda BAFTA 1977
- Najlepsze kostiumy – Michael Annals, Patrick Wheatley (nominacja)